# Аукараву
Аукараву (канн. ಔಕಾರವು) — буква алфавита каннада, обозначает дифтонг «АУ». Внутри слова передаётся с помощью контактного постпозитивного сварачихнама (диакритического знака) оутва ೌ . 
- Оутваву